# Megachile haematognatha
Megachile haematognatha là một loài Hymenoptera trong họ Megachilidae. Loài này được Cockerell mô tả khoa học năm 1937.